# Дом Инвалидов (Тверская область)
 Дом Инвалидов  — опустевший населенный пункт в Сандовском районе Тверской области.

## География
Находится в северо-восточной части Тверской области на расстоянии приблизительно 6 км по прямой на юг от районного центра поселка Сандово, примыкая с юга к деревне Сушигорицы.

## История
Населенный пункт был отмечен еще на карте 1978 года как отдаленная часть деревни Сушигорицы. До 2020 года входил в состав ныне упразднённого Большемалинского сельского поселения.

## Население
Численность населения не была учтена как в 2002 году, так и в 2010.